# 480-ті до н. е.

## Події

### Грецькі держави
Після перемоги в Марафонській битві союзу грецьких держав проти Персії настало затишшя, яке тривало до 480 року до н. е. У цей час обидві сторони готувалися до війни. Афіни нарощували флот, Персія розробляла нову тактику бою та збирала військо для вторгнення. 
В Афінах після Марафону було скинуто та заарештовано популярного стратега Мільтіада (який невдовзі помер від отриманих у боях ран), йшла боротьба між партіями Арістіда та Фемістокла.
У сицілійському Акраганті тираном з 489-488 років до н. е. був Ферон.

### Інші
- Царем Персії до 486 року до н. е. був Дарій I Великий, далі владу успадкував його син Ксеркс I.
- Цар скіфів Аріапейт узяв під контроль торгівлю збіжжям у Північному Причорномор'ї, уклав низку угод с полісами та сусідніми династами.

## Персоналії

### Померли
- 486 - Дарій I Великий, цар Персії.